# Cibercafé
Un cibercafé (de ciber- y café), ciber café, café internet o simplemente ciber es un local público donde se ofrece a los clientes acceso a internet y, aunque no en todos, también servicios de cafetería, bar o restaurante. Para ello, el local dispone de computadoras y usualmente cobra una tarifa fija por un período determinado para el uso de dichos equipos, incluido el acceso a Internet y a diversos programas, tales como procesadores de texto, programas de edición gráfica, copia de CD o DVD, etc. También hay algunos cibercafés que no necesariamente venden alguno de esos productos de cafetería. Los cibercafés han contribuido de forma considerable a la masificación de Internet, especialmente en comunidades de bajo poder adquisitivo. Fueron muy populares a fines de los años noventa, a lo largo de la década de los 2000 y la primera mitad de la década de 2010.
Generalmente cuando se ofrece solo acceso a Internet a través de equipos informáticos a tal efecto se les conoce como centro de navegación o sala de navegación. Informalmente también se los conoce como locutorio (en Argentina y España), telecentro (en República Dominicana), cabina pública (en Perú), centro de internet (en Colombia, pronunciado /síber/), cyber (en Venezuela, pronunciado /sáiber/, y en Ecuador).

## Historia

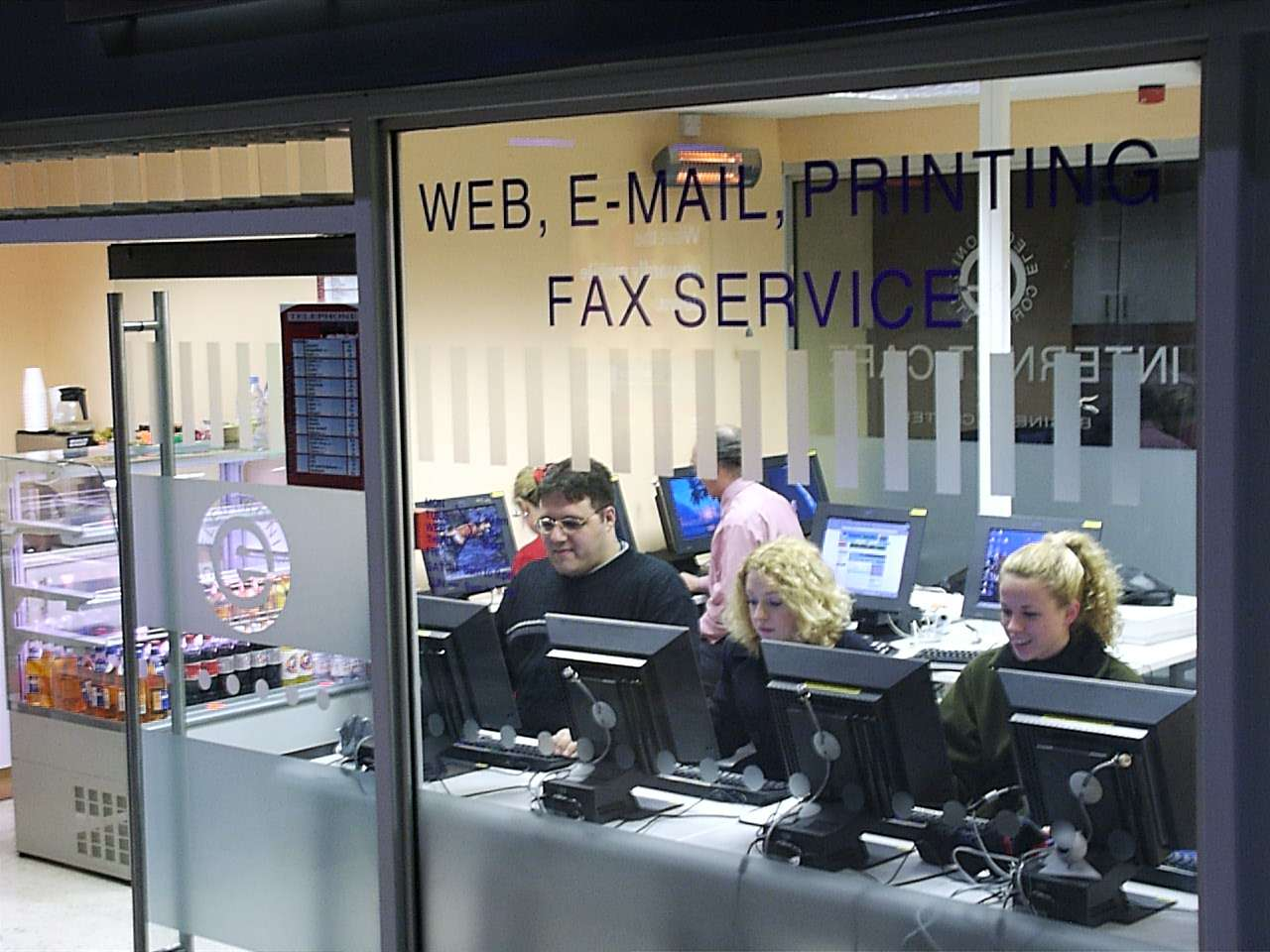
Primer cibercafé ubicado en una gran estación de trenes, específicamente en Edinburgh Waverley (Edimburgo).

Los primeros cibercafés fueron abiertos en Londres (Inglaterra) en 1994. El primer café fue el Café Cyberia, que abrió sus puertas en septiembre de 1994. Su fundadora, Eva Pascoe, dice que la idea se le vino a la cabeza a principios de los años 1990, cuando pasaba mucho tiempo lejos de su familia trabajando en su tesis doctoral. En esos tiempos, era de las pocas personas que tenía acceso a una cuenta de correo electrónico, servicio puramente académico por aquellos días; pero al no tener nadie más en su familia una dirección de correo electrónico, debía gastar cantidades considerables de dinero en cuentas telefónicas.
Un día, sentada en un café cerca de su colegio, pensó que podría ser divertido poder ir a ese establecimiento con su computadora portátil y enviar correos mientras se tomaba un descanso en su rutina habitual. Echó un vistazo alrededor y pudo reconocer algunos amigos de los que sabía que tenían conexión a Internet desde sus casas. Después, hablando con ellos, pensaron en cómo sería tener conexión permanente a Internet desde un café y pagar una pequeña tarifa para poder intercambiar mensajes con sus amigos y familiares, enviar correo y tener mensajería instantánea. Tres meses después, en septiembre, abrieron el primer café Internet en Londres. Desde ese momento hasta hoy, los cibercafés se han multiplicado por todo el mundo.

## El cibercafé como negocio
Ya entrada la primera década del siglo XXI, gracias a la masificación de Internet en muchos países de la que fueron partícipes, los cibercafés se convirtieron en negocios muy populares. Sin embargo, la sobreoferta, la competencia desleal y la caída de los precios, el consumo energético de las computadoras han hecho que el sector haya sufrido una importante crisis, razón por la cual muchos negocios se han visto abocados al cierre.
Otra circunstancia que ha puesto en la mira de las autoridades a los cafés Internet es el aumento de delitos informáticos realizados desde estos sitios de acceso público, donde se dificulta el control del usuario. Además, con el acceso libre a páginas pornográficas sin tener filtros adecuados para menores de edad, se ha impuesto la moda de las cabinas privadas lo cual propicia aún más el acceso a estas páginas.
En algunos países como Turquía, Cuba, China o Arabia Saudita, los cafés Internet están duramente regulados para prevenir que sus ciudadanos se comuniquen libremente y accedan a información del exterior sin restricciones. Se obliga a la aplicación de estrictos filtros y se realizan controles de censura gubernamental.
La masificación del servicio de Internet residencial ha mermado la existencia de este tipo de locales, provocando su paulatina disminución.

### Tipos de cibercafés

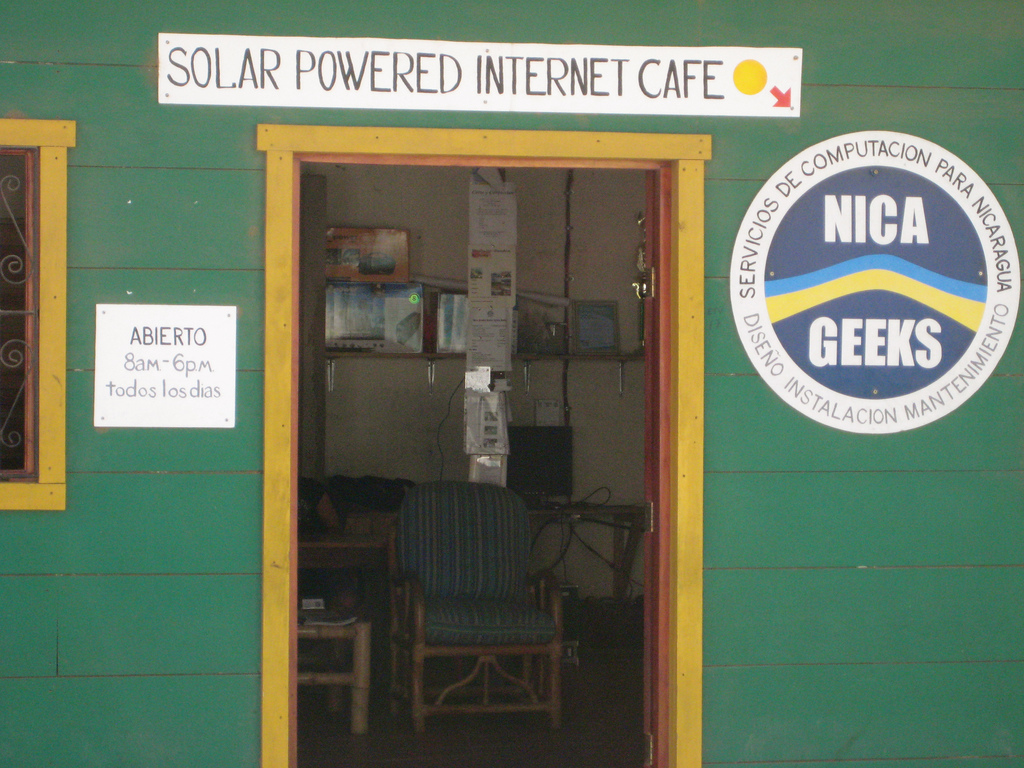
Un cibercafé que trabaja con energía solar, San Juan del Sur, Nicaragua.

Según el local y la clientela que lleva asociada, pueden distinguirse varios tipos de cibercafés. Cada uno de ellos requiere un equipo informático diferente, así como distinto nivel de mantenimiento y conocimientos para poder gestionarlo.

#### Enfocado hacia el juego
Este tipo de cibersala se caracteriza por una clientela joven que acude para jugar en red con otros jugadores (normalmente conocidos o amigos) o bien solos (jugar con la computadora). Piden ordenadores potentes, debido a las exigencias de los juegos modernos, y una mayor renovación de equipos, ya que constantemente salen al mercado nuevos juegos que necesitan mayor potencia o calidad gráfica. Permiten una innovación constante en las técnicas.

#### Enfocado hacia el uso de Internet
Disponen de computadoras para poder navegar por Internet en un ambiente generalmente tranquilo y relajado.
Los equipos no tienen que ser tan potentes como en el caso anterior, pero deben configurarse adecuadamente para impedir un mal uso de estos, como instalación de programas que puedan causar daños al equipo.
Se aconseja no conectar más de ocho cámaras web para el uso de videoconferencia. Si se desea una buena calidad, es necesario contratar ADSL de, al menos, 2 Mbps. Si excede el número de ocho personas utilizando videoconferencia, al ocupar gran parte del ancho de banda de subida todos los accesos a Internet y la carga de las páginas web se volverán lentos.
Este tipo de local orienta el negocio a un público universitario o a extranjeros.
Es el complemento ideal a los locutorios, pues ambos compiten por el mismo público objetivo.
Los ordenadores son más baratos y permite tener a cargo del cibercafé a una persona menos calificada.
Este tipo de cibersala es el que está sustituyendo a los salones recreativos, donde se reúnen los jóvenes, que suele ser el público que mayor desgaste hace en el material informático.
Es recomendable el máximo nivel de protección posible.
Debido a la masificación del servicio de Internet residencial, se ha producido una considerable merma de usuarios de este tipo de locales, lo cual hace que los mismos disminuyan al punto de casi desaparecer paulatinamente.

### Usuarios

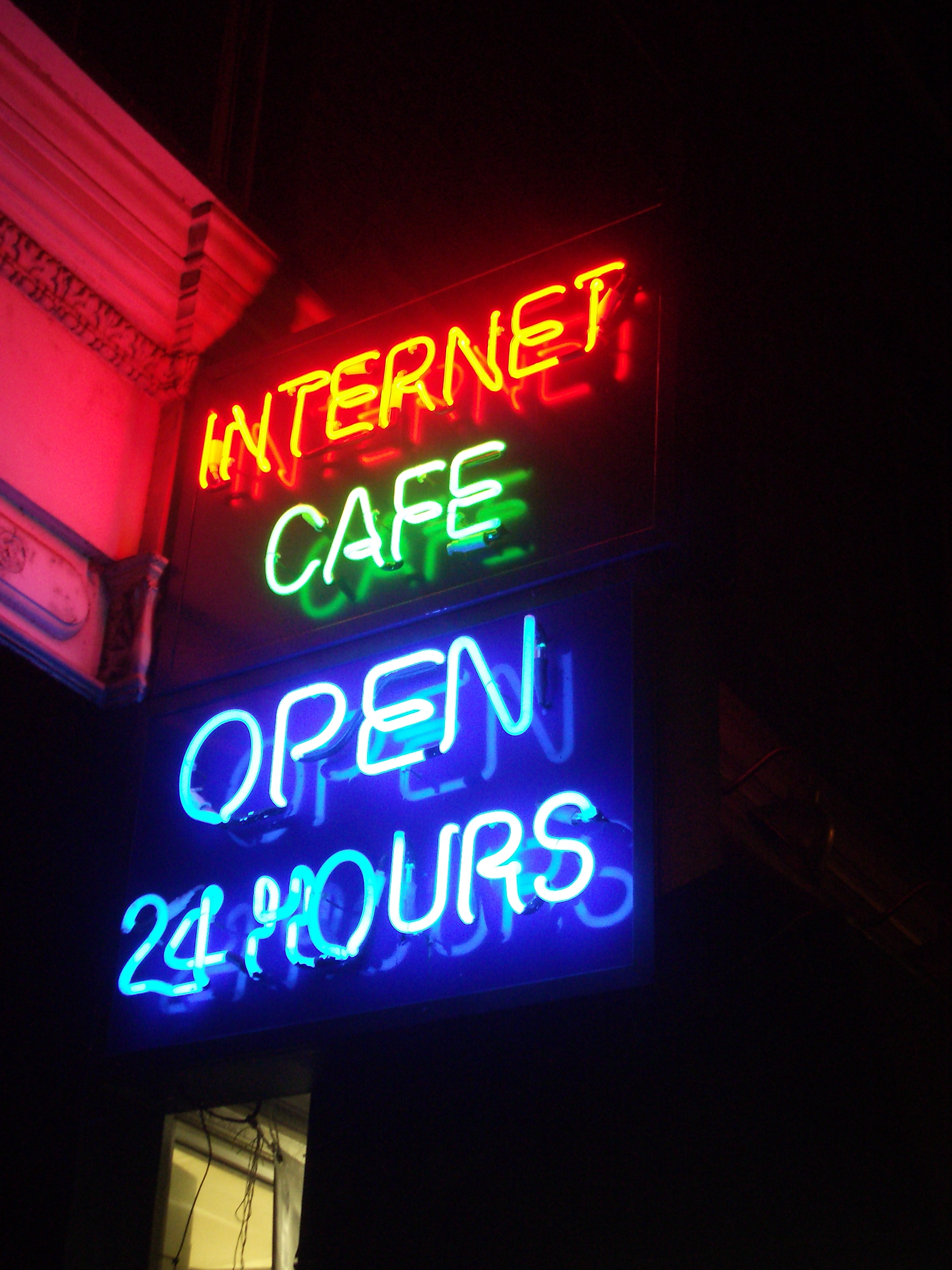
Cibercafé abierto las 24 horas del día.

Hoy día, los mayores usuarios de los cibercafés son los jóvenes que suelen reunirse en ellos para acceder a videojuegos en red. También son frecuentados por gente que tiene controlado el acceso a Internet en su trabajo y no tiene alternativas de consulta en sus hogares, por estudiantes y padres que requieren asesoría en búsquedas de información, por viajeros que encuentran en los cibercafés la posibilidad de tener una vía para comunicarse con sus familiares y amigos y por cualquier otra persona que requiera acceso a Internet y sus servicios de forma rápida y barata.
En algunos países, los cibercafés reúnen comunidades de amigos los fines de semana por la noche, como alternativa de ocio a la ingesta de alcohol, pues sus horarios liberales se suelen extender hasta altas horas de la noche.
Con el gran auge de las denominadas redes sociales, se ha venido incrementando el uso de estos establecimientos, incluso por aquellas personas que no hacían uso del Internet con anterioridad, aprovechando las herramientas que estas disponen, como el poder enviar y recibir imágenes, vídeos, servicio de chat, incluso recibir noticias generadas al momento.

### Café en los cibercafés
Aunque en muchos países el concepto de café propiamente dicho no es la constante, todavía hay muchos de estos negocios que permiten la venta y consumo de comida y bebida, incluido el café. Tal vez el nombre de café viene asociado a los antiguos cafés, donde la gente se reunía para intercambiar opiniones con sus amigos y conocidos, y como tal es solo una evolución natural favorecida por la tecnología. Muchos cibercafés se llaman así aunque no vendan ningún alimento ni tampoco ninguna bebida.

### Softwarede administración
Para la administración y el control de un cibercafé se puede encontrar software libre[cita requerida] o comercial, lo cual permite gestionar, administrar el tiempo de uso, manejar estocaje de productos, bloquear equipos y manejar la contabilidad. Además permite llevar una base de datos de clientes de los que asisten con mayor frecuencia, al recibir beneficios por cada promoción y hacer mercadotecnia de fidelización.